# جانشین ۱۳۶۰۷
سیارک ۱۳۶۰۷ (به انگلیسی: 13607 Vicars، نامگذاری:1994SH11) سیزده هزار و ششصد و هفتمین سیارک کشف شده‌است که در ۲۹ سپتامبر ۱۹۹۴ کشف شد.
قدر مطلق سیارک برابر ۲۱.۴ است.